# 直通車 (交通)

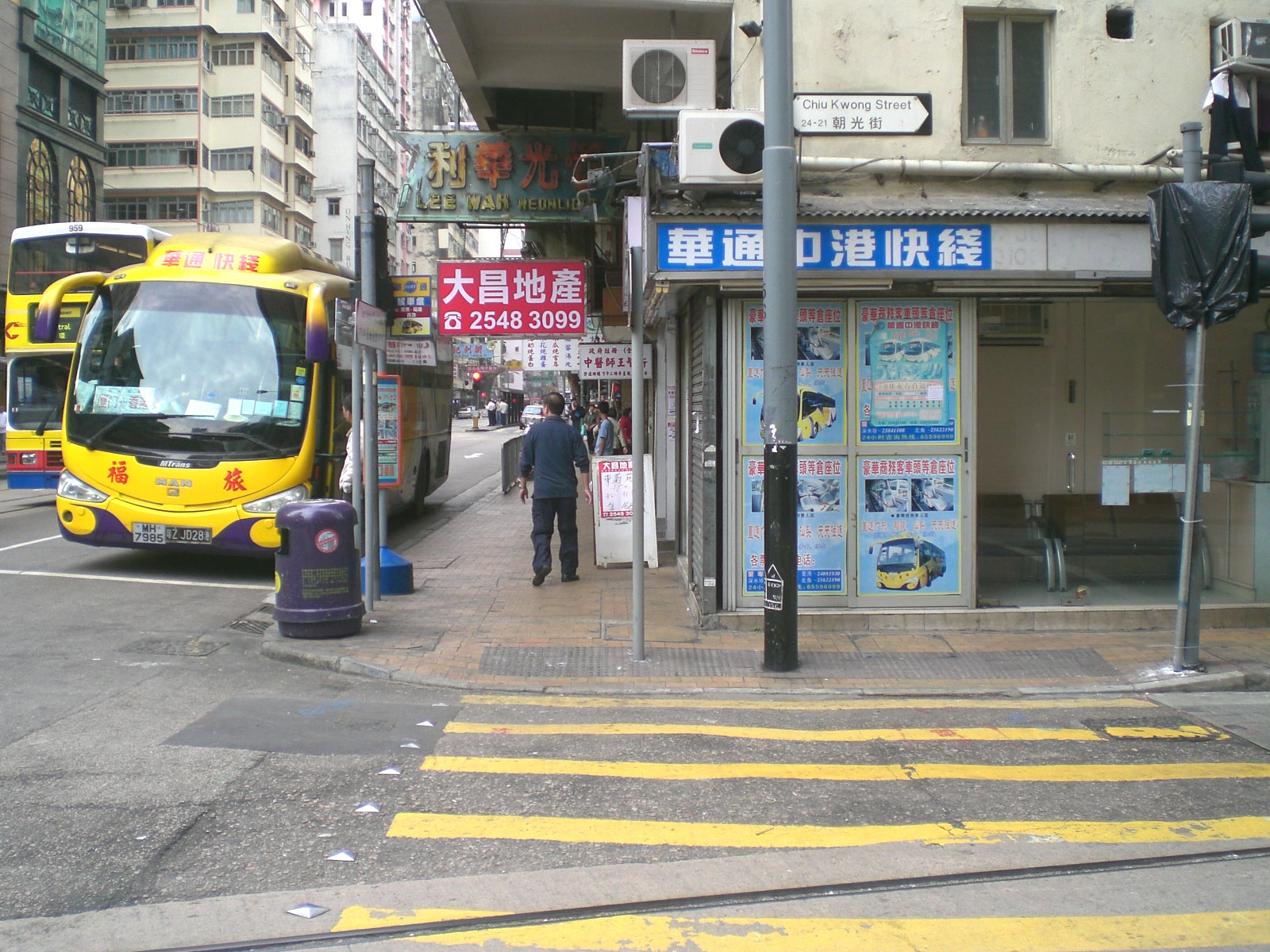
跨境巴士直通車

交通直通車，又稱直達車，是一種大眾運輸工具停靠站的選擇方式。直通車通常是特快，不停中途站（飛站），來回首尾只停兩端的總站。例如中國大陸與香港間部分广九直通车（佛山/廣州東 - 紅磡）车次、部分中国铁路Z字头车次等，以及除首末站外，仅停靠中途大站，如京九直通車（北京西 - 紅磡）及滬九直通車（上海 - 紅磡）。 
由於直通車不停中途車站，可以省回停車上落客的時間，也省回加速和減速的能源，運作更有效率；如台灣高鐵有台北－台中－高雄運行的直通車，以及每站皆停的一般車次，但每站區間票價相同；台鐵的直通車則依車種和停靠站而定，如自強號／太魯閣／普悠瑪通常停靠大型車站，而區間車則每站皆停。此外，日本新幹線希望號列車於東海道新幹線内，只停靠沿綫主要城市的6個大站：東京－品川－新橫濱－名古屋－京都－新大阪。另外一種高速鐵路直通車為歐洲之星，從倫敦行經英吉利海峽隧道直達巴黎。
對於乘客，直通車最方便，購票上車，無飛站、又不必轉車、或者下錯車的煩惱，上車娛樂和休息，到步下車便是。 當然還有遲到及搭錯車的可能。但大眾運輸的業者會依客源多寡以決定直通車的班次數量，以避免空位過多造成浪費。

## 相關
- 物流之中的客流
- 巴士跨境直通車，又名跨境巴士。
- 港股直通車
- 直通車 (政治術語)

## 外部連結
- 跨境巴士搜尋（Go巴出行） （页面存档备份，存于）